# Skanderbegs slott

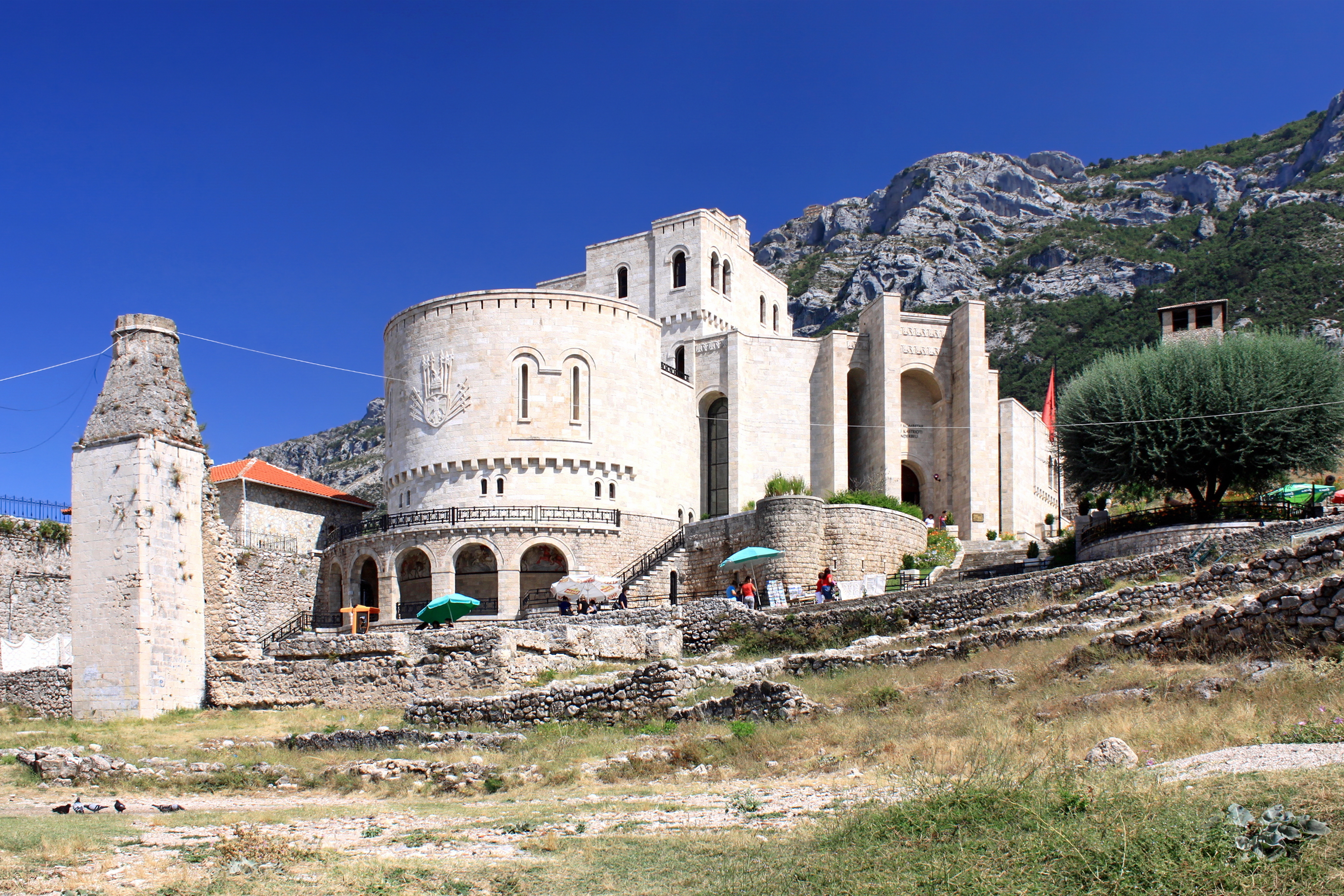
Slottet i Kruja

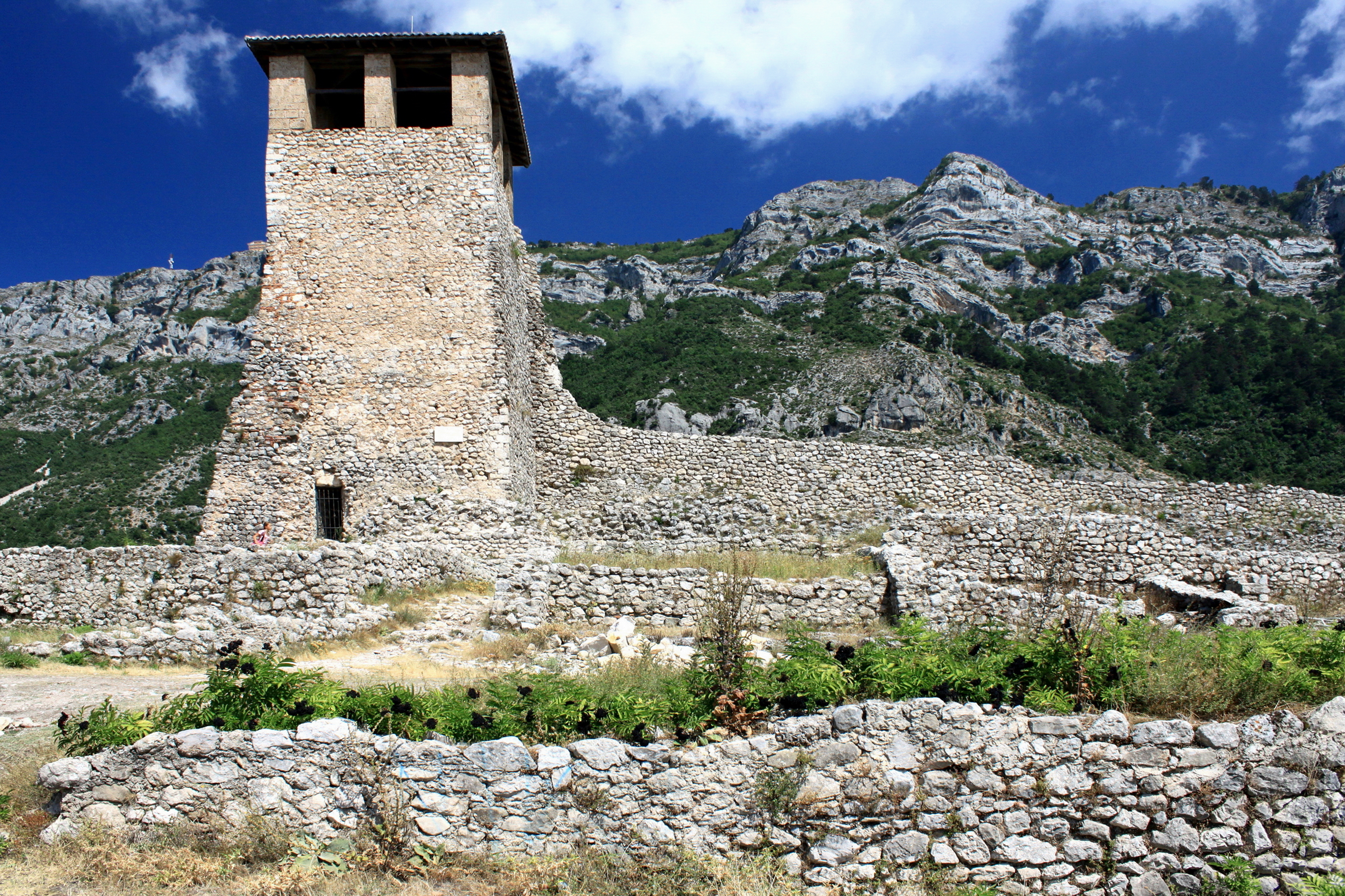
Torn i slottet

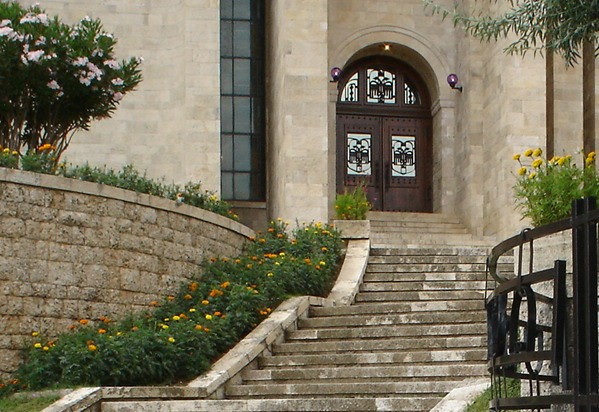
Ingången till slottet

Borgen i Kruja finns i staden Kruja i Albanien. Borgens äldsta delar är från 400-500-talet. Det var en gång i tiden bebott av släkten Kastriota. Under 1400-talet användes borgen som bas under Skanderbegs krig mot Osmanska riket under flera årtionden. En tysk krönikör från 1600-talet skrev att: 
"Endast genom att få beskyddarna att svälta ihjäl kunde turkarna skickligt ta över de starka och ointagliga borgarna i Kruja, juni den 6:e år 1478."
Borgen är numera renoverad och invigdes 1982 som museum, tillägnat Skanderbeg. Det är öppet för allmänheten. Där finns målningar av Skanderbegs krig mot osmanerna och statyer med samma motiv. Där finns också många vapen. De flesta av dessa är kopior, till exempel Skanderbegs svärd och hjälm, vars original finns i Wien. I borgen finns en restaurang som serverar traditionell albansk mat och ett turkiskt kafé. Från trädgården har man utsikt över landskapet i Kruja.